# Dominika Švarc Pipan
Dominika Švarc Pipan, née le 9 juillet 1978 à Slovenj Gradec, est une femme politique et avocate slovène. 
De 2022 à 2024, elle est ministre de la Justice de la Slovénie.

## Biographie

### Jeunesse et carrière
Dominika Švarc Pipan est née le 9 juillet 1978 à Slovenj Gradec, en Slovénie. Elle grandit à Dravograd. Elle fréquente la Ravne na Koroškem Gymnasium et obtient son diplôme en 1997. Elle rejoint par la suite l'université de Ljubljana, où elle étudie le droit. Elle décroche son diplôme en 2003 puis poursuit ses études à la London School of Economics, où elle se spécialise en sciences politiques, et obtient en 2011 un doctorat en sciences politiques. Elle est également entraîneure de volley-ball durant sa jeunesse.
Lors des élections législatives slovènes de 2018, elle se présente pour les Sociaux-démocrates dans le district de Radlje ob Dravi. Elle arrive deuxième en recevant 1 794 voix (soit 16,74 %). Entre septembre 2018 et mars 2020, elle est secrétaire d'État au ministère de la Justice. Le 10 octobre 2020, elle est élue vice-présidente des Sociaux-démocrates. Lors des élections législatives slovènes de 2022, elle se présente mais n'est pas élue, n'obtenant que 759 voix (soit 6,08 %).
Le 1er juin 2022, elle est nommée ministre de la justice au sein du 15e gouvernement slovène sous la direction du Premier ministre Robert Golob,.

### Vie personnelle
En 2017, elle épouse Matjaž Pipan, avec qui elle a un enfant,.